# Tour della nazionale maschile di rugby a 15 del Galles 1988
Tra le due edizioni del 1987 e del 1991 della coppa del Mondo, la nazionale gallese di "rugby a 15" si reca varie volte in tour oltremare.
Nel 1988 Galles si reca in Nuova Zelanda, dove patisce due pesanti sconfitte con gli All Blacks
| Arbitro: | Guy Maurette |

|                                                                |      |      |
| Deans, Gallagher, Kirwan (4), Shelford, G. Whetton, Wright (2) | mt   |      |
| Fox (6)                                                        | tr   |      |
|                                                                | c.p. | Ring |

| Arbitro: | Guy Maurette |

|                                                       |      |           |
| Deans, Jones, Kirwan (2) McDowell, Taylor, Wright (2) | mt   | J. Davies |
| Fox (8)                                               | tr   | Ring      |
| Fox (2)                                               | c.p. | Ring      |

| 4 giugno 1988 | Taranaki | 13 – 13 | Galles XV |  |